# Euphyia canescens
Euphyia canescens là một loài bướm đêm trong họ Geometridae.